# Blechnum moranianum
Blechnum moranianum är en kambräkenväxtart som beskrevs av A. Rojas. Blechnum moranianum ingår i släktet Blechnum och familjen Blechnaceae. Inga underarter finns listade.